# Victoria (Rumunia)
Victoria (węg. Viktóriaváros) – miasto w Rumunii (okręg Braszów), w Siedmiogrodzie, u podnóża Gór Fogaraskich. Liczba mieszkańców wynosi około 11 tys. w 2006 roku, a w 2011 ok. 7 tys.

Panoramiczny widok terenu widziany z Victorii

## Historia
Budowa miasta rozpoczęła się w 1949 roku. W 1954 nadano miastu oficjalną nazwę Victoria – do tego czasu używano tymczasowych nazw „Colonia Ucea” oraz „Ucea Roșie” (czerwona Ucea).

## Demografia
| 1956  | 1966 | 1977 | 1992   | 2002  | 2011 |
| ----- | ---- | ---- | ------ | ----- | ---- |
| 2 763 | 6717 | 8209 | 10 247 | 9.059 | 7067 |

## Miasta partnerskie
- Chevilly-Larue
- Doorn
- Lariano